# فینال

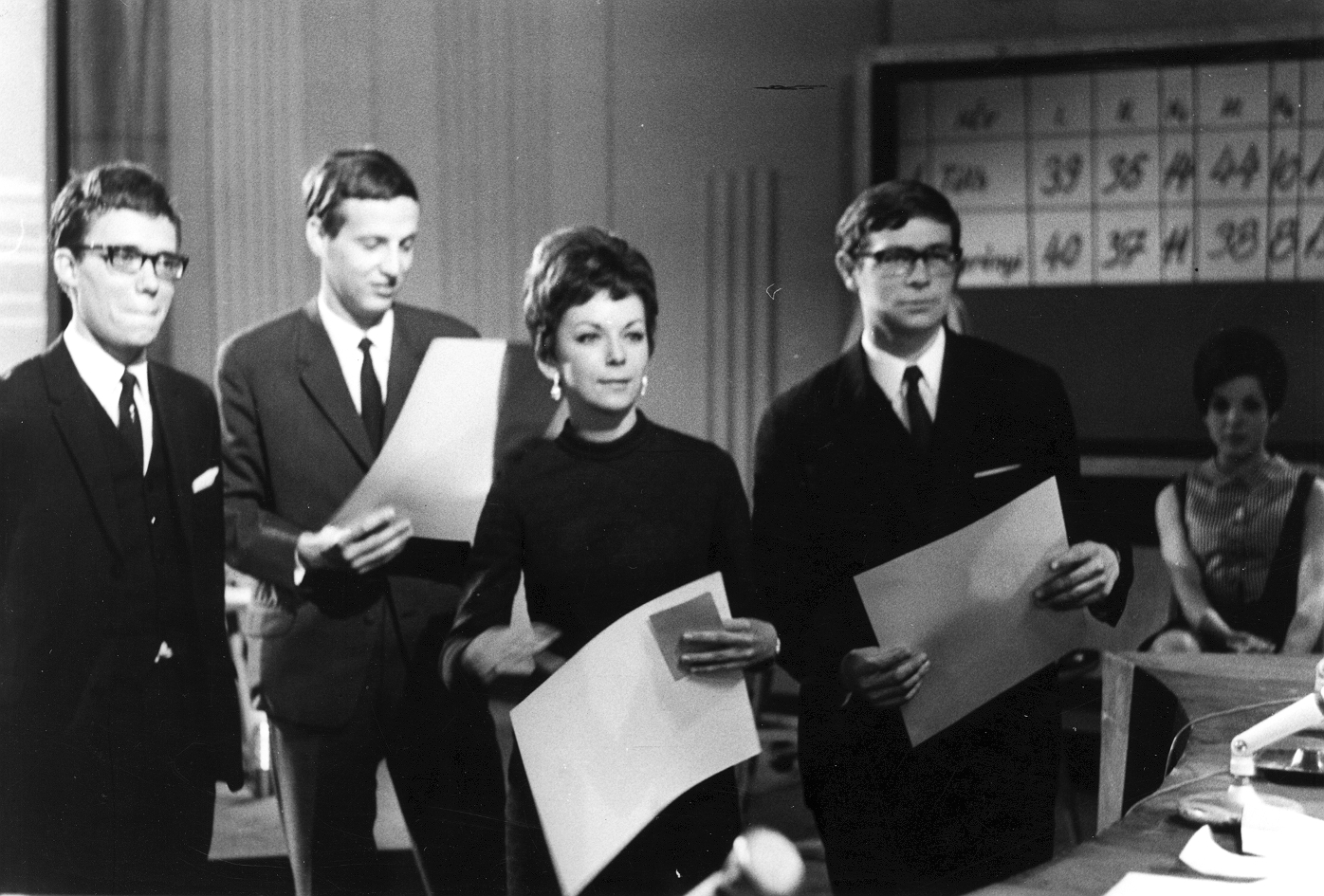
فینالیست‌های مسابقه استعدادیابی خبرنگاری MTV: Csaba Merényi، István Wisinger، Ildikó Csengey، Karoly Tóth.

در فینال یک رقابت، برنده کل رویداد مشخص می‌شود.
فینال به معنای "آخرین"، "نهایی"، "پایانی" یا "خاتمه" است.
این کلمه معمولاً در ورزش، مسابقات و رویدادهای دیگر استفاده می‌شود تا به آخرین مرحله یا بازی که نتیجه آن تعیین کننده است، اشاره کند. در واقع، فینال نشان دهنده پایان یک فرایند یا مسابقه و تعیین برنده نهایی است.